# Monatshefte für Mathematik
Monatshefte für Mathematik is een internationaal, aan collegiale toetsing onderworpen wetenschappelijk tijdschrift op het gebied van de wiskunde.
De naam wordt in literatuurverwijzingen meestal afgekort tot Monatsh. Math.
Het tijdschrift is opgericht in 1890 als Monatshefte für Mathematik und Physik door de Oostenrijkse wiskundigen Gustav von Escherich en Emil Weyr. Het verscheen tot 1941, en is in 1948 door Johann Radon heropgericht onder de huidige naam. Het wordt uitgegeven door Springer Science+Business Media namens de Österreichische Mathematische Gesellschaft. Er verschijnen 4 nummers per jaar.